# Cerveyrette
La Cerveyrette è un torrente della Francia, affluente di sinistra della Durance. Il suo percorso si snoda interamente nel dipartimento delle Alte Alpi.

## Corso del torrente
La Cerveyrette nasce in comune di Cervières, in località le Venton, ad ovest del Petit Rochebrune e ad una quota di 2.506 m s.l.m.; nella sua parte alta il corso d'acqua viene anche chiamato ravin du Venton.
Dopo aver toccato il capoluogo di Cervières il torrente viene sbarrato da una diga e forma il Lac de Pont Baldy. Prosegue infine il proprio corso fino a confluire nella Durance a Briançon, in sinistra idrografica, ad una quota di 1.187 m s.l.m., poco lontano dalla stazione ferroviaria, in località les Preyts.

### Comuni attraversati
Nel suo corso il torrente attraversa i territori comunale di due soli comuni: Cervières e di Briançon, entrambi nel dipartimento delle Alte Alpi.

## Affluenti principali

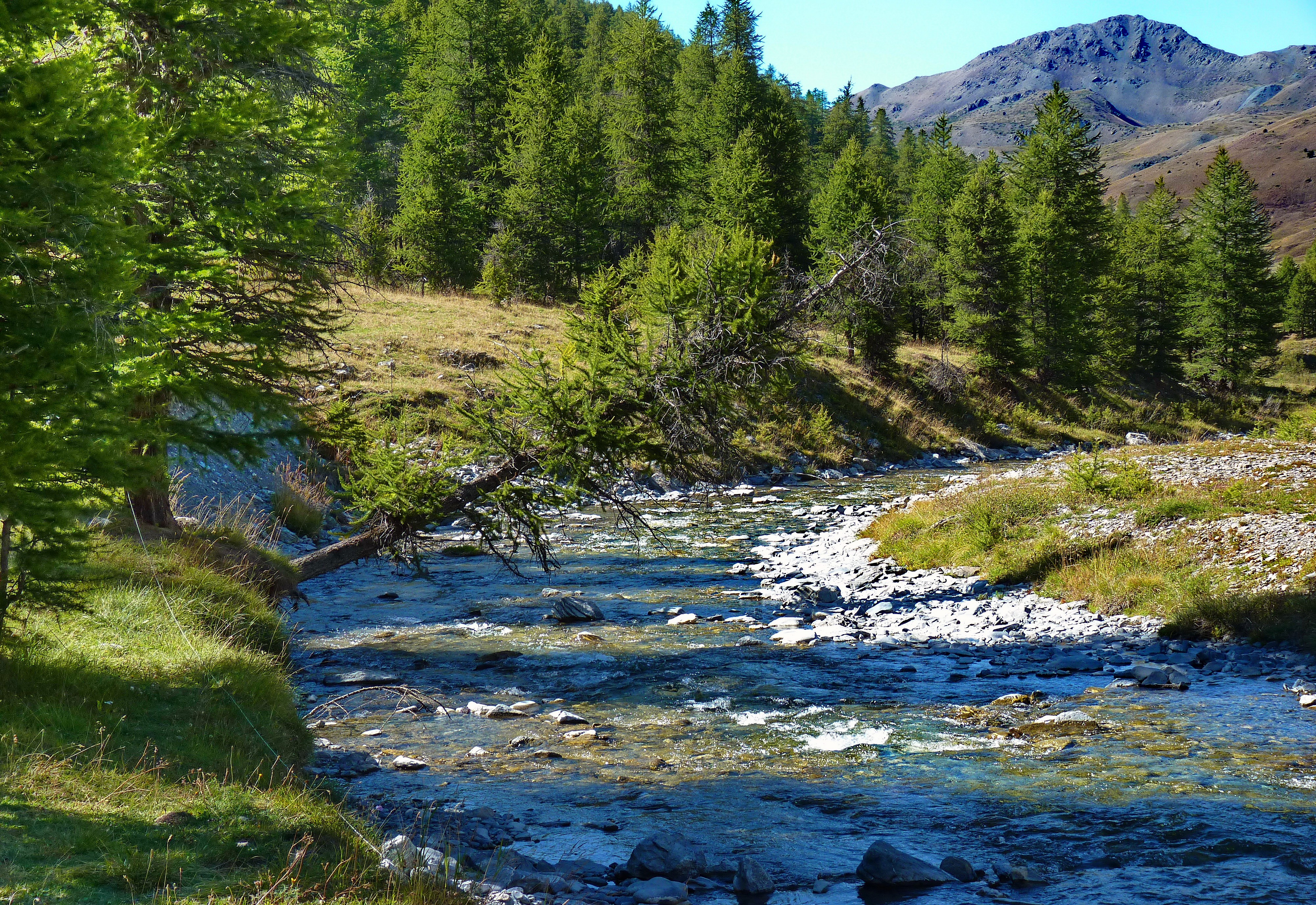
Il torrente presso Cervières

La Cerveyrette ha quindici affluenti censiti nella base dati SANDRE:
- Ravin des Chalmettes (D), 1.4 km nel solo comune di Cervières.
- Ravin des Coutiers (S, 1.6 km nel solo comune di Cervières.
- Torrent de Pierre Rouge (D), 6.1 km nel solo comune di Cervières, nella zona della Grand Glaiza (3293 m)
- Ravin du Rousset (D), 2.6 km} nel solo comune di Cervières.
- Torrent de la Tirière (D), 2.8 km nel solo comune di Cervières.
- Tavin de la Côte Belle (S), 2.1 km nel solo comune di Cervières.
- Torrent de Saint-Claude (D), 2 km nel solo comune di Cervières.
- Ruisseau de Cabot (D), 2.9 km nel solo comune di Cervières, con un affluente :
  - Ruisseau de la Grande Combe (D), 1.3 km nel solo comune di Cervières.
- IGN nel suo Géoportail aggiunge agli affluenti anche la Ravin de la Grande Combe (D), nella zona del monte Grand Charvia (2648 m)
- Ruisseau du Blétonnet(S), 6.5 km nel solo comune di Cervières, con un affluente :
  - Ravin du Col d'Izoard (S), 4.3 km nel solo comune di Cervières, con un affluente :
    - Ravin d'Izoard (S), 3.4 km nel solo comune di Cervières, nella zona del Grand Peygu (2796 m)
- Torrent du Villard (D), 3.2 km nel solo comune di Cervières.
- Ravin de l'Aigue Belle (D), 1.5 km nel solo comune di Cervières.
- Ravin Mioillon (D), 2.7 km  nei comuni di Cervières e di .
- Ravin des Ruilles'' o torrent de Chabrelle (S), 3.5 km nel solo comune di Cervières, con un affluente :
  - Ravin de Comaire (D), 1.3 km nel solo comune di Cervières.
- Ravin de la Grande Maye (S), 1.4 km nei comuni di Cervières, Villar-Saint-Pancrace e Briançon.
- Ravin du Randon (D), 1.6 km nei comuni di Cervières e Briançon.